# Institut Max-Planck de développement humain
L'Institut Max-Planck de développement humain (Max-Planck-Institut für Bildungsforschung) est un institut de recherche extra-universitaire dépendant de la Société Max-Planck situé à Berlin, consacré aux sciences de l'éducation.

## Histoire
La Société Max-Planck fonde en 1961, à Berlin-Ouest, un institut de recherche dans le domaine de l'éducation qui, deux ans plus tard, se rapporte aux sciences de l'éducation. En 1971, il prend son nom actuel. L'un des cofondateurs et le premier directeur est Hellmut Becker.

### Directeurs
- 1963: Hellmut Becker, Dietrich Goldschmidt, Saul B. Robinsohn
- 1973: Wolfgang Edelstein, Peter Martin Roeder, Friedrich Edding
- 1980: Paul Baltes
- 1983: Karl Ulrich Mayer
- 1996: Jürgen Baumert
- 1997: Gerd Gigerenzer
- 2003: Ulman Lindenberger
- 2008: Ute Frevert
- 2012: Ralph Hertwig
- 2019: Iyad Rahwan

## Description
L'institut de recherche a pour objet le développement humain et l'éducation, en particulier par de la recherche fondamentale. Le terme d'éducation étant vaste, le domaine d'activités de l'institut comprend des cours d'éducation formelle, ainsi que l'étude du processus du développement de la petite enfance à la vieillesse. Les quelque 350 employés travaillent dans cinq centres de recherche interdisciplinaires et groupes de recherche :
- département de recherche sur la rationalité adaptative (directeur : Ralph Hertwig)
- département de recherche sur la psychologie du développement (directeur : Ulman Lindenberger)
- département de recherche sur l'histoire des émotions (directeur : Ute Frevert)

En avril 2009, le Centre Harding sur l'alphabétisation des risques, dont l'objet de recherche est la vision du citoyen responsable sur l'information des risques dans un monde technologique moderne, est ouvert.
Le Centre sur les systèmes de recherche en éducation (directeur: Jürgen Baumert) cesse ses activités en juin 2010. Ses objets de recherche portaient sur les études TIMSS (Trends in International Mathematics and Science Study) et PISA. Jürgen Baumert a également soutenu le Deutscher Lehrerpreis, un prix dont l'objet est de reconnaitre les meilleurs enseignants d'Allemagne et les pratiques pédagogiques innovantes.
L'institut se trouve dans le quartier de Wilmersdorf, près de l'Université libre de Berlin avec laquelle il collabore.